# مادیارمچکه
مادیارمچکه (به مجاری:  Magyarmecske) یک شهرداری در مجارستان است که در ناحیه شیه واقع شده‌است. مادیارمچکه ۱۱٫۹۵ کیلومتر مربع مساحت و ۳۳۸ نفر جمعیت دارد.